# Milk and Honey (израильская группа)
Milk and Honey (ивр. חלב ודבש‎, Халав у-дваш) — израильская группа, победившая вместе с Гали Атари на конкурсе песни Евровидение в 1979 году.
В состав группы входили Ревен Гвиртц, Иегуда Тамир и Шмулик Билу. На конкурсе артисты исполнили песню «Hallelujah». Группа ещё два раза участвовала в национальном отборе к Евровидению, заняв в 1981 году — четвёртое, а в 1989 — восьмое места. В обоих случаях в качестве солистки с группой выступала Леа Лупатин. Двое из участников группы совместно с Ярденой Арази выступали на конкурсе Евровидение в 1988 году, где заняли седьмое место. Шмулик Билу скончался 31 декабря 2023 года в больнице Ихилов в Тель-Авиве в возрасте 70 лет.